# Кетросу (Дрокійський район)
Кетросу (рум. Chetrosu) — село у Дрокійському районі Молдови. Утворює окрему комуну.

## Населення
За даними перепису населення 2004 року у селі проживали 5325 осіб.
Національний склад населення села:
| Національність       | Кількість осіб | Відсоток   |
| -------------------- | -------------- | ---------- |
| молдавани румуни     | 5013 271       | 94,1% 5,1% |
| українці             | 16             | 0,3%       |
| росіяни              | 16             | 0,3%       |
| цигани               | 5              | 0,1%       |
| гагаузи              | 1              | < 0,1%     |
| інша / без відповіді | 3              | 0,1%       |
| Всього               | 5325           | 100%       |